# Anton Sistermans

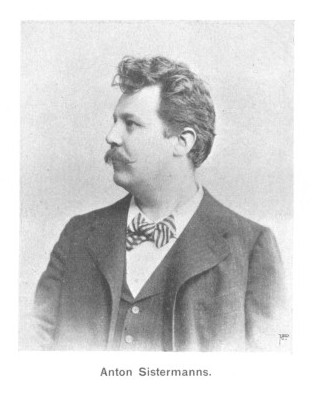
Anton Sistermans.

Anton Sistermans, född 5 augusti 1865 i 's-Hertogenbosch, död 5 mars 1926 i Haag, var en nederländsk sångare. 
Sistermans var lärjunge till Julius Stockhausen i Frankfurt am Main, bosatte sig 1899 i Wiesbaden och från 1904 i Berlin som lärare vid Karl Klindworths och Xaver Scharwenkas musikkonservatorium. Med sin basbaryton medverkade han framgångsrikt som oratoriesångare bland annat vid en mängd stora musikfester och utmärkte sig även som romanssångare.